# Dietrich von Choltitz
Dietrich von Choltitz (se prononce kɔltits) est un General der Infanterie allemand de la Seconde Guerre mondiale, né le 9 novembre 1894 à Wiese Gräflich, arrondissement de Neustadt-en-Haute-Silésie (province de Silésie) et mort le 5 novembre 1966 à Baden-Baden en Allemagne de l'Ouest.
Il a en particulier commandé le 84e corps d’armée en Normandie puis a été très brièvement gouverneur militaire du « Grand Paris » (Groß Paris) au moment de la libération de la ville en août 1944. Notamment par son livre de mémoires, il s'est présenté comme le « sauveur de Paris » car il n'aurait pas obéi aux ordres d'Hitler demandant la destruction de la ville. Mais plusieurs recherches d'historiens dans les années 2000 et 2010 prouvent que ce sont plutôt les circonstances qui l'ont empêché d'obéir à ces ordres de destruction.
Il a été emprisonné dans un camp pour officiers généraux dès septembre 1944 en Angleterre, où ses conversations ont été écoutées. Il avait été décoré de la croix de chevalier de la croix de fer en 1940.

## Biographie

### Formation et premières expériences
Dietrich von Choltitz est né dans le château familial de Wiese Gräflich (de) à quatre kilomètres de Prudnik dans le sud-ouest de la Pologne actuelle. Son père, Hans, est colonel de l'armée impériale, commandant du 10e régiment d'uhlans (pl), qui va combattre en Flandres pendant la Première Guerre mondiale. Sa mère a pour nom de jeune fille Gertrud von Rosenberg. Son oncle, Hermann von Choltitz (de) va être gouverneur militaire de Silésie (Generallandschaftspräsident) de 1907 à 1920.
En 1907, à l'âge de 13 ans, Dietrich von Choltitz est envoyé par son père à l'école des cadets de Dresde, capitale du royaume de Saxe. Il sert comme page à la Cour royale.
Il a 19 ans quand éclate la Première Guerre mondiale en 1914. Il est affecté au 107e régiment d'infanterie du prince Jean-Georges de Saxe et sert comme aspirant. Blessé à trois reprises durant le conflit, il le termine au grade de Leutnant (sous-lieutenant).
Il reste dans la Reichswehr à l'époque de la république de Weimar et devient Hauptmann (capitaine) de cavalerie en 1929. Il est promu Major (commandant) en 1937 et commande le 3e bataillon du 16e régiment d'infanterie « Oldenburg », dans la 2e Luftlande-Division. Il est promu Oberstleutnant (lieutenant-colonel) en 1938.

### Seconde Guerre mondiale

#### Pologne et Pays-Bas

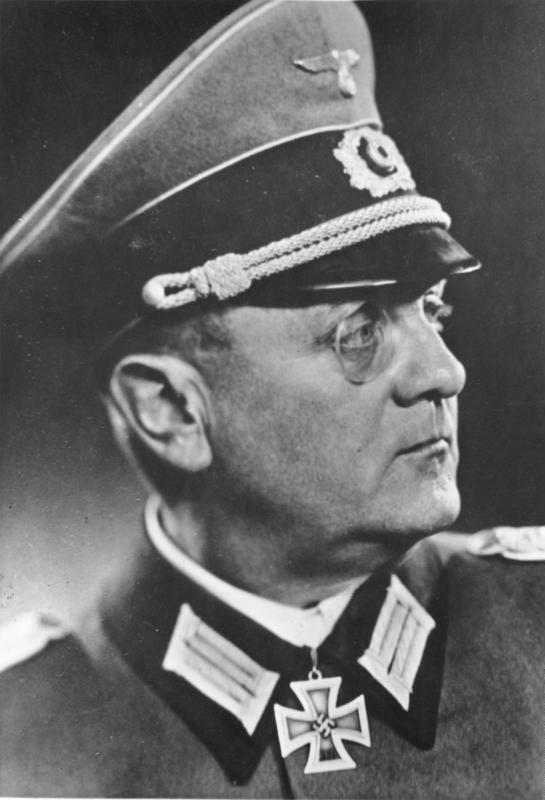
Dietrich von Choltitz en 1940, en uniforme d’Oberstleutnant.

En 1939, Choltitz commande le bataillon du 16e régiment d'infanterie aéroportée et prend successivement part aux campagnes de Pologne (1939), des Pays-Bas et de Belgique (1940). Ses troupes prennent notamment Rotterdam, dont le port est le premier d'Europe, après un bombardement qui n'épargne pas la population civile du centre ville (huit cents victimes, soixante-dix-huit mille sans-abri). Choltitz prétendra dans ses Mémoires à un malentendu : en effet, après plus de 4 jours de combats contre les hommes du colonel hollandais Scaro, le 14 mai à midi, il envoya un prêtre et un laitier hollandais qui habitaient près du pont qu'il ne parvenait pas à franchir aller voir le colonel pour lui demander sa reddition, « faute de quoi Rotterdam serait impitoyablement bombardé ». Cependant, 2 h plus tard, les 2 hommes reviennent, déclarant qu'ils n'ont pas pu voir le colonel ; le bombardement commence alors. Lorsque Choltitz estima que le bombardement avait fait suffisamment de dégâts, il envoya une fusée éclairante pour l'arrêter ; cependant, un navire brûlait devant le pont et les aviateurs allemands ne la virent pas. Ainsi, les bombardiers repartirent pour une troisième vague (il ne faut pas oublier qu'il s'agit ici de la version de Von Choltitz). À la suite de cette action, il reçoit la croix de chevalier de la croix de fer. En septembre 1940, il prend le commandement de son régiment et se trouve promu Oberst (colonel) au printemps 1941.

#### Campagne d'URSS
Au début de l'opération Barbarossa en juin 1941, son régiment fait partie du groupe d'armées Sud et part de Roumanie vers l'Ukraine, progressant en direction du Dniepr. Faisant partie de la 11e armée de Erich von Manstein, il participe au siège et à la prise de Sébastopol en juin 1942 : sur un effectif de 4 800 hommes, il lui en reste 349 à la fin des combats ; il est en outre blessé au bras. Il est promu Generalmajor (général de brigade) peu après et prend le commandement de la 260e division d'infanterie. Prêt à tout pour vaincre les Soviétiques à Sébastopol, il n'hésita pas à obliger des prisonniers soviétiques à porter les munitions jusqu'aux canons. Des écrivains, et non des historiens, en ont conclu un peu rapidement que les Soviétiques chargeaient eux-mêmes les canons qui allaient détruire leurs maisons. Le 1er février 1943, il est promu Generalleutnant (général de division) et commande pendant deux mois la 11e Panzerdivision impliquée avec Erich von Manstein dans une contre-attaque en direction de Kharkov, puis il participe à la bataille de Koursk. Ses affectations sur le front de l'Est manquent ensuite de précision — il n'y consacre que deux paragraphes dans ses Mémoires, et il se peut que ce soit la période pendant laquelle il aurait directement contribué à la politique d'extermination nazie ainsi qu'à la politique de terre brulée.

#### Italie
En mars 1944, il est transféré en Italie et devient commandant en second du 76e Panzerkorps ; il participe à la bataille d'Anzio.

#### Normandie
Puis, du 20 juin au 28 juillet 1944, il commande le 84e corps d'armée en Normandie, succédant au général Marcks tué au combat. Il loge près de Coutances, à Ouville dans la ferme de la Fosse aux Loups. Là, il occupe une chambre réquisitionnée, au premier étage, où il a des difficultés à trouver le sommeil. Son poste de commandement est situé non loin de là dans un véhicule de commandement garé à l'abri d'un chemin creux.
Les divisions allemandes sont réduites de moitié avec des moyens de commandement anéantis, face à un ennemi supérieur en nombre. Les Américains vont percer le 26 juillet 1944, appuyés par l'aviation. Le 27 juillet, la percée est définitive. Le PC recule avec les troupes allemandes.

#### Gouverneur de Paris
Alors que le front allemand s'effondre à la suite de la bataille de Normandie et que l'attentat commis par le groupe d'officiers menés par Claus von Stauffenberg (le 20 juillet 1944), contre Hitler vient d'échouer, Dietrich von Choltitz est, au matin du 7 août 1944, nommé gouverneur militaire de la garnison du « Grand-Paris », « Groß-Paris ». Sa nomination lui est signifiée par Adolf Hitler à la Wolfsschanze. Il remplace à ce poste Hans von Boineburg-Lengsfeld, qui a été en fonction du 1er avril 1943 au 7 août 1944, principalement sous les ordres de Carl-Heinrich von Stülpnagel, Militärbefehlshaber in Frankreich (commandant en chef des troupes d’occupation en France). Stülpnagel, impliqué dans le complot (il a arrêté les SS de Paris le 20 juillet), a quant à lui été remplacé par le General der Flieger Karl Kitzinger (de), en poste depuis le 22 juillet, désormais le supérieur de Choltitz.

#### Ordre de mission
Choltitz détaille la mission reçue en main propre du Führer et par écrit dont les grandes lignes sont les suivantes :
1. Les troupes du front ouest se battent courageusement contre un ennemi supérieur en nombre ;
2. Le général de division von Choltitz est nommé avec effet immédiat « général commandant en chef du Grand Paris » et répond devant Hitler des points suivants :
  1. Paris ne doit plus être une ville étape, un réservoir de réfugiés et de pleutres, elle doit devenir un objet de crainte pour tous les non-combattants ;
  2. Les administrations allemandes inutiles doivent partir, les hommes en état de combattre doivent partir au front ;
  3. Le territoire doit être protégé contre tout acte de la Résistance.
3. Le général commandant en chef dispose de l'autorité sur toutes les troupes, SS comprises, et incorporera dans son état-major l'ancien état-major du précédent commandant ;
4. Il reçoit les pouvoirs juridictionnels d'un « commandant de place forte assiégée ».

Cet ordre démentait les affirmations d'Hitler qu'il rejetterait à la mer les Alliés. Paris devenait un théâtre d'opérations potentiel.

#### Suites
Choltitz est marqué par la rencontre avec le « Führer » : il a la sensation d'avoir en face de lui un être ayant perdu la raison, et, soudainement, ne peut plus croire à l'image donnée par la propagande.

« Je me trouvais devant lui et je vis un homme vieux, voûté, bouffi, aux cheveux gris et clairsemés, un être tremblant et physiquement ruiné.
[...]
Aujourd'hui encore, je ne peux dire avec certitude s'il croyait lui-même en ses paroles ou s'il trompait sciemment son entourage pour l'exhorter à tenir jusqu'au bout.
[...]
Plus de doute : je me trouvais en face d'un fou. La conscience que l'existence de notre peuple était aux mains d'un aliéné, incapable de dominer la situation [...] pesait sur moi de toute sa force. »

— Dietrich von Choltitz, op. cit. (1969) pp. 204-206

Choltitz insiste sur son analyse de la situation et conclut que Hitler 

« [...] considérait Paris comme une « place forte assiégée » car il prenait des mesures  [...] »

— Dietrich von Choltitz, op. cit. (1969) p. 208

#### Opérations

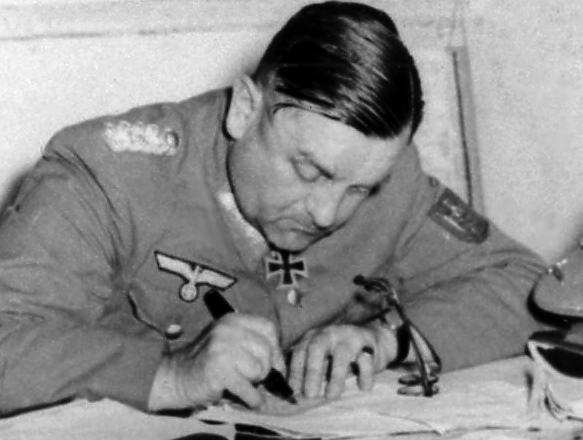
Dietrich von Choltitz signe une réclamation prise à tort pour la capitulation, le 25 août 1944.

À Paris, la Kommandantur est installée place de l'Opéra, tandis que Choltitz prend ses quartiers à l'hôtel Meurice, palace situé rue de Rivoli, en face du jardin des Tuileries.
Lorsque l'insurrection éclate, les Allemands sont encore vingt mille dans la capitale. Outre un régiment de sécurité appuyé par des chars de fabrication française hors d'âge, récupérés en 1940, la garnison comprend essentiellement des états-majors et des services inaptes au combat. Cependant, des colonnes d'unités allemandes étrillées en Normandie qui se replient sur la Somme traversent la capitale exempte d'attaques aériennes alliées. La retraite de ces unités est couverte par un certain nombre de chars Panther.
Dans l'après-midi du 19 août, Choltitz accepte le cessez-le-feu négocié par le consul de Suède Raoul Nordling avec les gaullistes. Il sursoit à l'exécution, de trois résistants, Alexandre Parodi, Roland Pré et Émile Laffon, représentants directs du général de Gaulle arrêtés le 20 août par la Gestapo, et les libère. Le 23 août 1944, il reçoit l'ordre de Hitler de défendre Paris par la destruction de pâtés de maisons et des ponts de la capitale. « Paris ne doit pas tomber entre les mains de l'ennemi, ou alors que ce soit un champ de ruines ». D'après ses mémoires, conscient que la destruction des infrastructures de Paris serait inutile, que la guerre est perdue pour son camp, et soucieux de ménager son avenir de futur prisonnier, il prétend que les unités de destruction auraient miné de nombreux bâtiments mais qu'il n'aurait pas donné l'ordre de destruction. Il négocie pour remettre sa reddition à un officier allié. Le 25 août, après un combat en forme de baroud d’honneur, il se rend à un officier de la 2e division blindée. Il est conduit à la préfecture de police de Paris où il capitule devant le général Leclerc. Il est ensuite conduit à la gare Montparnasse, poste de commandement de Leclerc, où le nom et la signature du colonel Rol-Tanguy, commandant communiste des FFI de l'Île-de-France, sont rajoutés à l'ordre de reddition.
Choltitz avait pris la précaution de mettre sa famille à l'abri des représailles collectives familiales. Il tenta de protéger les auxiliaires féminines allemandes en poste à Paris.

#### Captivité

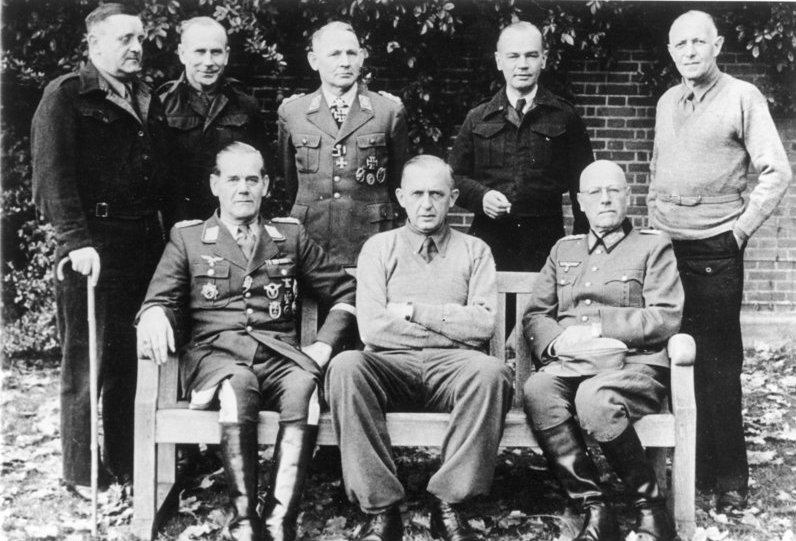
Choltitz, debout avec une canne, le 1er en partant de la gauche, en détention au camp de Trent Park, novembre 1944.

Immédiatement emprisonné, Choltitz est conduit en Normandie puis transporté par avion en Grande-Bretagne. Il y est enfermé avec d'autres hauts officiers allemands à Trent Park. Ses conversations sont enregistrées à son insu. Il évoque dès le 29 août 1944 sa rencontre avec Hitler du début du mois, présentant Hitler comme très diminué physiquement mais l'ayant harangué plus de quarante-cinq minutes sans se laisser interrompre, « se dévidant comme un disque de gramophone », et comme s'il était devant un large public. Choltitz en garde la sensation que Hitler n'a plus tous ses moyens, et n'a guère de respect pour l'armée. Choltitz répétera une version similaire dans ses Mémoires ou au cours d'entretiens avec des journalistes.
Il reconnaît aussi avoir été témoin de l'extermination des Juifs pendant la campagne de Russie. Il est ensuite interné au camp Clinton dans le Mississippi et est relâché en 1947.

### Après-guerre
Dietrich von Choltitz est relâché par les Alliés en 1947. Il publie ses Mémoires en 1950 (Un soldat parmi les soldats). Le texte décrit approximativement sa carrière.
Il meurt peu avant ses 72 ans en novembre 1966 des suites d'une maladie à l'hôpital de Baden-Baden. Baden-Baden étant le quartier général des forces françaises en Allemagne après la Seconde Guerre mondiale, il est enterré au cimetière de Baden-Baden en présence de haut gradés français. Il avait épousé Huberta Von Garnier (1902-2001).
L'épisode de sa reddition à Paris a été porté au cinéma en 1966 dans le film de René Clément, Paris brûle-t-il ?, indirectement adapté de ses mémoires à travers le roman historique de Lapierre et Collins et sorti peu avant sa mort, où son rôle est tenu par Gert Fröbe, puis en 2014 dans Diplomatie de Volker Schlöndorff, où il est interprété par Niels Arestrup.

## Polémique historique
De nouvelles recherches lancées par des historiens, principalement dans les années 2000 et 2010, ont pu être effectuées grâce aux déclassements des archives administratives françaises et allemandes de l'époque. Ces nouvelles études ont permis de revoir le rôle qu'a réellement joué le général Dietrich von Choltitz vis-à-vis de la volonté hitlérienne de détruire Paris. Le témoignage du général Leclerc indiquait déjà que le désir du gouverneur militaire du Groß Paris, au moment d'être arrêté par les Alliés, était principalement de sauver sa propre vie. 
La réalisatrice de documentaires historiques Françoise Cros de Fabrique, en s'appuyant sur des documents inédits découverts dans ces archives, démontre, au travers d'un long reportage effectué en 2019, que cette légende concernant Choltitz a été entretenue sans véritables vérifications historiques sérieuses, car si elle confirme que Hitler a bien tenté d'anéantir la capitale française, elle précise également que Choltitz n'a jamais eu le désir réel de s'y opposer. En fait, c'est simplement en raison du manque de moyens et de temps que celui-ci n'a pas pu respecter les ordres,,.
En réalité, malgré ses allégations et bien loin d'une image entretenue par l'homme lui-même, Dietrich von Choltitz était bien un fidèle d’Adolf Hitler et ne lui a jamais désobéi. L'historien Fabrice Virgili précise même que le général réclama jusqu’au bout des renforts pour exaucer le vœu de son « Führer », qui était de détruire les principaux monuments de Paris, action totalement irréalisable en raison du manque de moyens et de temps (principalement liés à l'insurrection parisienne et à l'approche rapide des troupes alliées) et non en raison d'un quelconque sentiment humaniste.

## Décorations
- Croix de fer (1914)
  - 2e classe
  - 1re classe
- Croix de chevalier de l'ordre militaire de Saint-Henri le 26 décembre 1917
- Ritterkreuz des Albrechts-Ordens 2e classe avec glaives
- Ritterkreuz des Sächsischen Verdienstordens 2e classe avec glaives
- Insigne des blessés (1918)
  - en argent
- Médaille des Sudètes avec barrette du château de Prague
- Médaille de service de la Wehrmacht 4e à 1re classe
- Agrafe de la croix de fer (1939)
  - 2e classe
  - 1re classe
- Insigne des blessés (1939)
  - en or
- Insigne de combat d'infanterie
- Croix de chevalier de la croix de fer le 18 mai 1940
- Croix allemande en or le 8 février 1942
- Plaque de bras Crimée en juillet 1942
- Croix de grand officier de l'ordre de l'Étoile de Roumanie avec glaives (1943)
- Ordre de Michel le Brave 3e classe en mai 1943

## Publications
- (de) … brennt Paris? Adolf Hitler … Tatsachenbericht des letzten deutschen Befehlshabers in Paris. Una-Weltbücherei, Mannheim 1950.
- (de) Soldat unter Soldaten. Europa-Verlag, Konstanz 1951.
  - trad. en fr. : Mémoires, préface de Jean-Charles Foucrier, Perrin, 2020,  (ISBN 978-2262086244)